# Departamento de Banda Larga, Comunicações e Economia Digital
O Departamento de Banda Larga, Comunicações e Economia Digital (em inglês: Department of Broadband, Communications and the Digital Economy) é um departamento do governo da Austrália.